# Elzendaalcollege
Het Elzendaalcollege is een rooms-katholieke middelbare school gelegen in Boxmeer en Gennep. De locatie in Gennep biedt onderwijs op vmbo-niveau. In Boxmeer worden vmbo-t-niveau, havo en vwo (inclusief gymnasium) aangeboden.
Het Elzendaalcollege werd in 1949 als een katholieke school in Boxmeer gesticht, destijds nog Sint-Chrysostomuslyceum en later Sint-Chrysostomuscollege geheten. Halverwege de jaren 70 veranderde de school naar de huidige naam. De school fuseerde in 1995 met de naastgelegen mavo De Meere. Het Elzendaalcollege In Boxmeer beschikt tegenwoordig over twee gebouwen, aan de Bilderbeekstraat en de Stationsweg, die in de nabijheid van elkaar liggen met een tussenliggend sportveld. In 2007 is de school gefuseerd met het Hezeland College te Gennep, wat nu "Elzendaalcollege, locatie Gennep" heet.
De school staat onder het bevoegd gezag van Ons Middelbaar Onderwijs (OMO). De locatie Gennep is daarmee de enige school buiten Noord-Brabant onder het bevoegd gezag van OMO.
Het Elzendaalcollege geeft klassikaal onderwijs in lokalen. Ook worden vakoverstijgende projecten en (maatschappelijke) stages aangeboden. Daarnaast is het Elzendaalcollege met Metameer Jenaplan Boxmeer gefuseerd.

## Locatie Boxmeer

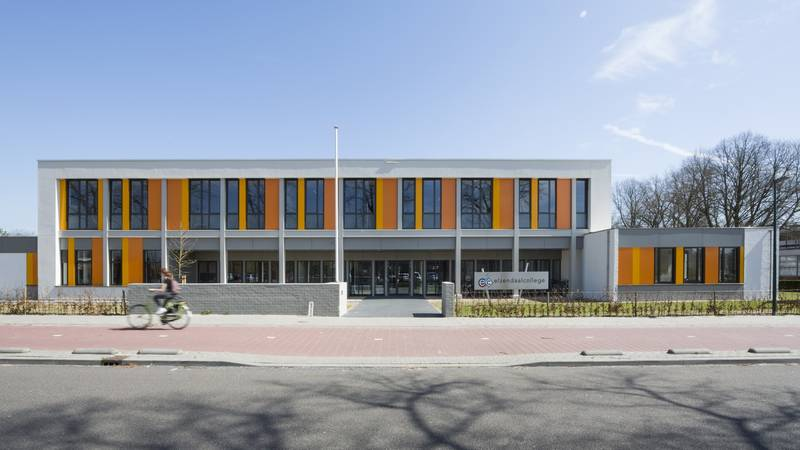
Het gebouw aan de Stationsweg

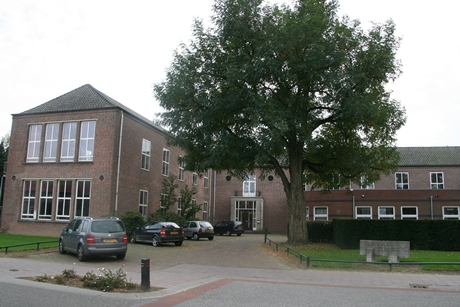
Gebouw aan de Bilderbeekstraat

De locatie in Boxmeer biedt de volgende onderwijssoorten:
- Mavo
- Havo
- Vwo (atheneum & gymnasium)

## Locatie Gennep

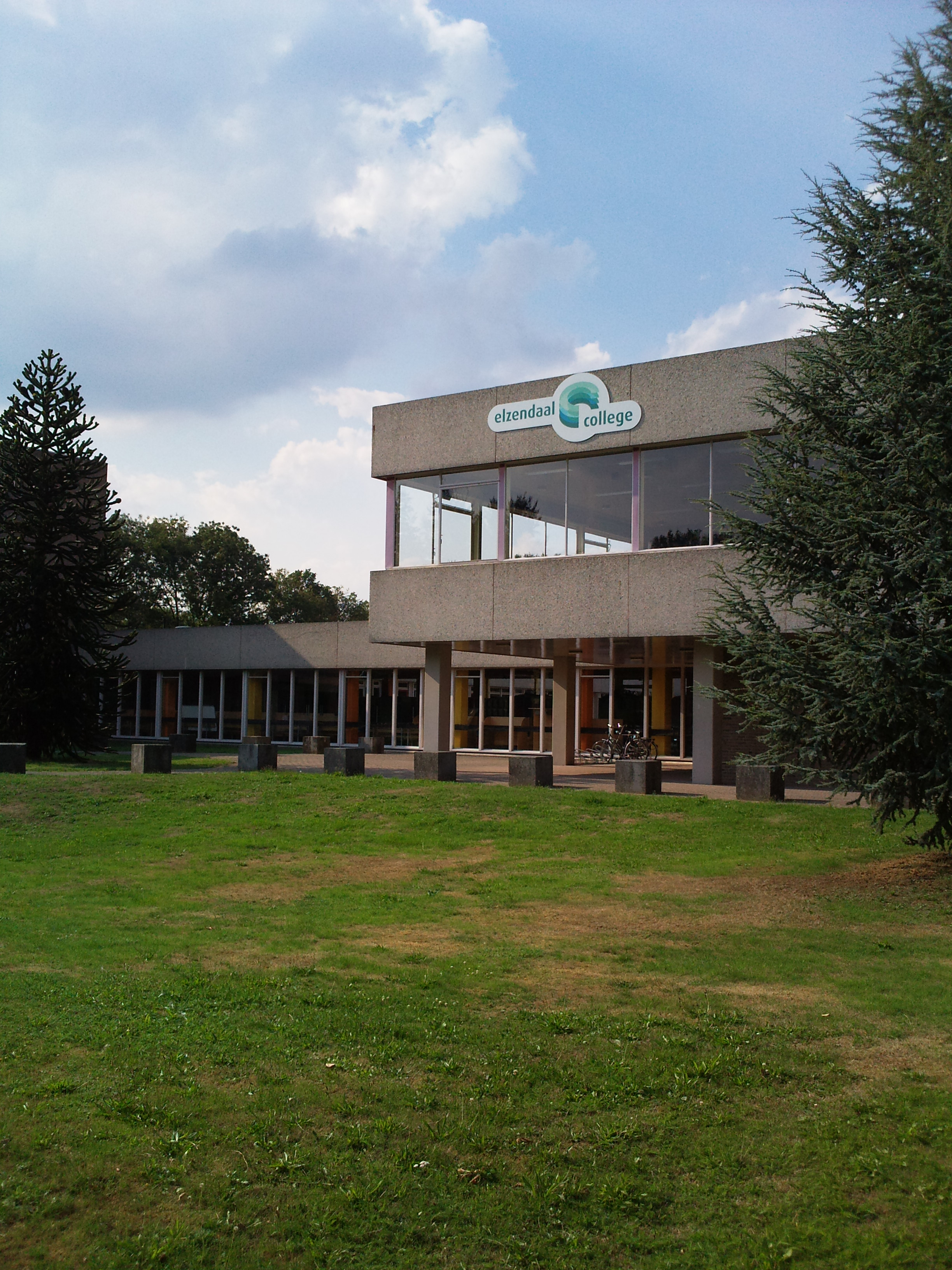
Locatie Gennep

De locatie in Gennep is een school met ruim 600 leerlingen en biedt de volgende
onderwijssoorten:
- Basisberoepsgerichte leerweg (vmbo)
- Kaderberoepsgerichte leerweg (vmbo)
- Gemengde-theoretische leerweg (vmbo)
- Juniorcollege (havo/vwo,eerste, tweede en derde leerjaar)

Binnen de basisberoepsgerichte leerweg, de kaderberoepsgerichte leerweg en de gemengde leerweg kunnen leerlingen vanaf het derde leerjaar kiezen binnen een van de volgende beroepsgerichte afdelingen:
- Techniek: Metalektro
- Zorg en Welzijn

Leerlingen kunnen in plaats van deze afdelingen ook kiezen voor een intersectoraal programma:
- Dienstverlening en commercie

## Schoolleiding
De schoolleiding bestaat uit een rector, twee vestigingsdirecteuren, vijf teamleiders in Boxmeer en twee conrectoren in Gennep. De rector is de eindverantwoordelijke schoolleider voor zowel de vestiging in Boxmeer als in Gennep. De twee vestigingsdirecteuren zijn verantwoordelijk voor de aansturing van de twee vestigingen. Zij
zorgen ervoor dat de ontwikkelingen in de onderwijskundige sectoren van de vestigingen in Boxmeer en Gennep op elkaar zijn afgestemd. De teamleiders en conrectoren zijn verantwoordelijk voor een afdeling en worden in Gennep ondersteund door verschillende coördinatoren, die verantwoordelijk zijn voor een groep klassen.

## Beoordeling in 2008
De Onderwijsinspectie rapporteerde in 2008 over de kwaliteit van het onderwijs. Dit had betrekking op de opbrengsten van drie jaar, waarbij het rendement van de onderbouw, het rendement van de bovenbouw, de cijfers van het centraal examen en het gemiddelde verschil tussen het schoolexamencijfer en het cijfer voor het centraal examen samengevat werden.
Zowel de havo als het vwo kreeg de beoordeling 'excellent'; het vmbo-t werd voldoende bevonden. Een jaar eerder kreeg het vmbo-t nog de beoordeling 'excellent'.
De inspectie stelde vast dat voor elk van deze onderwijssoorten het verschil tussen het gemiddelde cijfer voor het schoolexamen en het gemiddelde cijfer voor het centraal examen gering was.

## Bekende oud-leerlingen
- Bart-Jan Baartmans, singer-songwriter
- Wim Hillenaar, politicus
- Lieke Martens, voetbalster
- Sylvia Millecam, comédienne, actrice, zangeres en presentatrice
- Marieke Moorman, politica
- Emile Roemer, politicus[1]
- Christophe van der Maat, politicus
- Dionne Stax, journaliste en nieuwslezeres
- Frans Verstraten, psycholoog en hoogleraar
- Guido Weijers, cabaretier